# تپه کانی با
تپه کانی با مربوط به عصر آهن - اواخر هزاره دوم و اوایل هزاره اول قبل از میلاد است و در شهرستان قروه، بخش ئیلاق، دهستان ییلاق شمالی، ۲ کیلومتری شمال روستای قشلاق خدا کرم واقع شده و این اثر در تاریخ ۶ اسفند ۱۳۸۵ با شمارهٔ ثبت ۱۷۴۴۳ به‌عنوان یکی از آثار ملی ایران به ثبت رسیده است.